# 남원중앙초등학교
남원중앙초등학교는 대한민국 전북특별자치도 남원시에 있는 공립 초등학교이다.

## 학교 연혁
- 1962년 9월 10일: 대방국민학교 개교
- 1965년 3월 1일: 남원중앙국민학교 개칭
- 1981년 11월 30일: 체육관 준공
- 1991년 7월 2일: 교육부 지정 컴퓨터 교육 시범학교 운영 발표
- 1996년 3월 1일: 남원중앙초등학교 개칭
- 2004년 2월 28일: 교실 증·개축 준공 - 전관,본관, 행정동
- 2007년 3월 1일: 제14대 김재두 교장 부임
- 2008년 3월 1일: 교육과학기술부 지정 학교체육 시범학교 운영
- 2009년 3월 1일: 전라북도교육청 지정 비만예방 연구학교 운영
- 2009년 3월 1일: 제15대 서기진 교장 부임
- 2011년 3월 1일: 교육복지 우선지원 사업학교 지정
- 2012년 2월 1일: 교육과학부 지원 학생 오케스트라 육성학교 선정
- 2014년 3월 1일: 제16대 김용준 교장 부임
- 2018년 3월 1일: 제17대 박영수 교장 부임
- 2022년 2월 10일: 제59회 졸업(남43명, 여31명, 계74명, 졸업 총인원 17,066명)
- 2022년 3월 1일: 제18대 김동오 교장 부임
- 2024년 3월 1일: 초등학교 14학급 233명, 유치원 3학급 23명 편성

## 참고 자료
- 남원중앙초등학교 - 한국교육학술정보원 학교알리미